# Panzerotto
El panzerotto (panzerotti en plural) es un plato italiano originario de la ciudad de Tarento ubicada en la región de la Apulia (Puglia), en el sureste de Italia. 

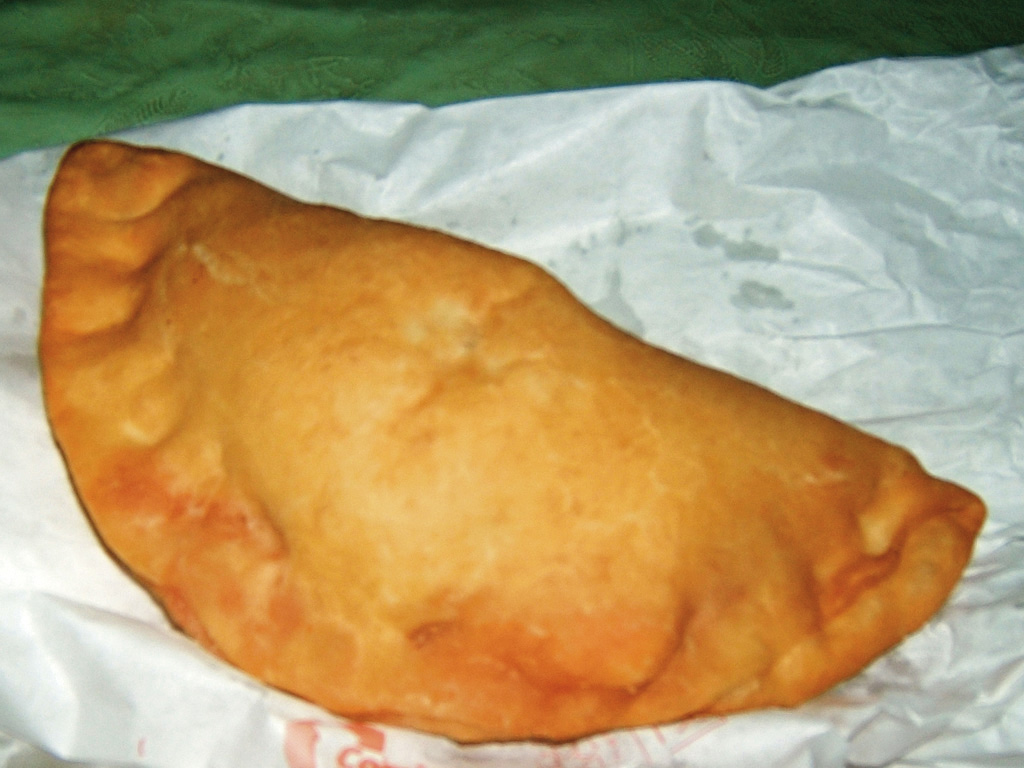
Un calzone frito típico de la Apulia, es decir un panzerotto.

Se compone de una masa de harina de trigo, sal, agua y levadura de cerveza. El relleno tradicional consta de salsa de tomate natural y queso mozzarella, aunque también se suele hacer con un relleno a base de cebolla y aceitunas, aparte se le puede añadir jamón cocido. Se fríe con aceite de oliva extra virgen. En aspecto es muy semejante a una empanada.
- En Venezuela  se le conoce como "pastelito" que está relleno con carne molida y carne mechada con forma de media luna , circular o cuadrado , es muy famoso específicamente en el estado Zulia.
- En Brasil se conocen como "pastel frito".
- En Uruguay se conocen como “empanadas”